# Пташина директива
Пташи́на директи́ва — нормативно-правовий акт Європейської Унії, прийнятий 30 листопада 2009 року. Це модифікований варіант директиви 79/409/ЄЕС зі збереження диких птахів, яка є найстарішим та одним з найважливіших законодавств у галузі охорони природи.
Директива має на меті формування правових засад охорони, управління та контролю за популяціями природних видів птахів, а також регулювання використання цих видів.
Вона служить для забезпечення базового захисту природних видів птахів від неконтрольованого відстрілу, відлову та знищення іншими способами, а також для забезпечення достатньої охорони ареалів їх проживання та оселищ, особливо стосовно захисту зникаючих і мігруючих видів.
Директивою передбачена заборона масштабного відлову або застосування методів відлову та добування, які не дозволяють здійснювати їх вибірково й запобігає торгівлю та комерційне використання більшості видів птахів.
Пташина директива тісно пов'язана із Оселищною директивою. Важливим інструментом для виконання завдань Пташиної директиви є визначення територій, важливих для Європейського Союзу — об'єктів природи загальноєвропейського значення та спеціальних природоохоронних територій. Пташина директива разом із Оселищною директивою є основою створення мережі територій, що охороняються в ЄС — Natura 2000.

## Структура
Директива складається із основного тексту та 5 Додатків.
Згідно з Директивою про охорону птахів забороняється діяльність, яка безпосередньо загрожує птахам, наприклад, умисне вбивство або відловлювання птахів, руйнування їх гнізд і збір яєць, а також пов'язані з нею дії, наприклад, торгівля живими або мертвими птахами, з деякими винятками (перелічені в: Додатку III—III/1 дозволяє збір на території всіх держав-членів; III/2 дозволяє збір у державах-членах відповідно до постанови Європейської Комісії).
Директива визнає полювання як законну діяльність і пропонує комплексну систему для управління полюванням (розповсюджується на види, занесені до: Додатка II—II/1, який дозволяє полювати в усіх державах-членах; II/2 дозволяє полювати в перелічених державах-членах), яка допоможе стежити за його раціональністю.
Директива містить вимогу не полювати на птахів у періоди, коли вони найвразливіші, наприклад, під час повернення з місць зимівлі до місця гніздування, розмноження і виведення пташенят. 
Директива зобов'язує держави-члени оголосити незаконними усі форми неселективних та великомасштабних вбивств птахів (особливо методи, перелічені в Додатку IV). 
Директива сприяє проведенню досліджень, які надають підґрунтя для захисту, управління і використання всіх видів птахів, які охоплюються Директивою (Додаток V).

## Імплементація

### Україна
Додатком XXX Угоди про асоціацію між Україною та ЄС передбачено наближення національного законодавства до законодавства ЄС у секторі «Охорона природи» у частині двох директив ЄС: Пташиної та Оселищної.  На думку Міністра екології та природних ресурсів Остапа Семерака, підписання Угоди вимагає якнайшвидшого впровадження в Україні Пташиної директиви. За оцінками експертів стан національного законодавства на момент підписання Угоди мав високий ступінь відповідності вимогам Пташиної директиви.
Для виконання Оселищної директиви, Угодла передбачає створення до 2021 року в Україні Смарагдової мережі.